# Verband Sozialistischer Student innen in Österreich
| Verband Sozialistischer Student_innen in Österreich (VSStÖ) | Verband Sozialistischer Student_innen in Österreich (VSStÖ)                   |
| ----------------------------------------------------------- | ----------------------------------------------------------------------------- |
|                                                             |                                                                               |
| Vorsitzende                                                 | Miriam Amann                                                                  |
| Sekretär                                                    | Peter Graser                                                                  |
| Gründung                                                    | 1893                                                                          |
| Hauptsitz                                                   | Amtshausgasse 4, 1050 Wien                                                    |
| Internationale Verbindungen                                 | International Union of Socialist Youth (IUSY) Young European Socialists (YES) |
| Website                                                     | vsstoe.at                                                                     |

Der Verband Sozialistischer Student_innen in Österreich (VSStÖ) ist eine sozialistische Studierendenorganisation an den österreichischen Hochschulen und Fraktion in der Österreichischen Hochschülerinnen- und Hochschülerschaft (ÖH). Der VSStÖ ist statutarisch in den Parteistrukturen der SPÖ verankert und stellt drei ordentliche Delegierte beim SPÖ-Bundesparteitag. Derzeitige Bundesvorsitzende ist Miriam Amann. Er versteht sich selbst als einen feministischen Verband, der eine Ausbeutung von Frauen, Lesben, Inter, Non-binary und Trans-Personen im kapitalistischen Wirtschaftssystem sieht und befürwortet eine Umverteilung von Besitz.
Der VSStÖ ist unter anderem in den österreichischen Universitätsstädten Wien, Graz, Linz, Salzburg, Klagenfurt, Innsbruck und Leoben vertreten und stellt aktuell die erste Vorsitzende der ÖH-Bundesvertretung.

## Geschichte

Foto von der VSStÖ-Gründung

Als erste Vorläuferorganisation des VSStÖ konstituierte sich 1893 in Wien die Freie Vereinigung Sozialistischer Studenten. Gründungsobmann wurde Max Adler. Im Zuge der Revolution 1918/19 gründeten sich auch in Innsbruck und Graz sozialistische Studierendenorganisationen. 1922 schlossen sich die Gruppen in Wien, Graz und Innsbruck dem damals noch großdeutsch orientierten Verband Sozialistischer Studenten (ab 1929: Sozialistische Studentenschaft Deutschlands und Österreichs) an. In der Ersten Republik machte der Widerstand gegen deutschnationale und antisemitische Umtriebe an Österreichs Universitäten die sozialistischen Studierenden zu Zielscheiben rechtsextremer Gewalt. Im Austrofaschismus und dem späteren Nationalsozialismus wurde der Verband verboten.
| Jahr      | Vorsitzende             |
| --------- | ----------------------- |
| 1946–1947 | Raoul Schmiedeck        |
| 1947–1949 | Heinz Damian            |
| 1949–1950 | Fritz Marsch            |
| 1950–1951 | Ferdinand Maly          |
| 1951–1952 | Peter Proksch           |
| 1952–1954 | Günter Haiden           |
| 1954–1956 | Karl Blecha             |
| 1956–1957 | Peter Jankowitsch       |
| 1957–1960 | Günter Steinbach        |
| 1960–1962 | Franz Bauer             |
| 1962–1963 | Hannes Androsch         |
| 1963–1964 | Kurt Hawlitschek        |
| 1964–1966 | Helmut Sommer           |
| 1966–1967 | Günter Rehak            |
| 1967–1968 | Günter Blecha           |
| 1968–1969 | Silvio Lehmann          |
| 1969–1970 | Herbert Ostleitner      |
| 1970–1971 | Kurt Puchinger          |
| 1971–1973 | Johann Dvořák           |
| 1973–1974 | Fritz Weber             |
| 1974–1975 | Manfred Matzka          |
| 1975–1977 | Michael Häupl           |
| 1977–1979 | Karl Öllinger           |
| 1979–1980 | Walter Schwarzenbrunner |
| 1980–1982 | Herbert Buchinger       |
| 1982–1983 | Kurt Stürzenbecher      |
| 1983–1984 | Alexander Wrabetz       |
| 1984–1985 | Marc Hall               |
| 1985–1988 | Bernhard Heinzlmaier    |
| 1988–1989 | Josef Kletzmayr         |
| 1989–1991 | Karin Kern-Wessely      |
| 1991–1992 | Erich König             |
| 1992–1993 | Alfred Kausl            |
| 1993–1995 | Agnes Berlakovich       |
| 1995–1997 | Julian Jäger            |
| 1997–1999 | Eva Czernohorszky       |
| 1999–2000 | Jürgen Wutzlhofer       |
| 2000–2001 | Dagmar Hemmer           |
| 2001–2003 | Eva Schiessl            |
| 2003–2005 | Andrea Brunner          |
| 2005–2007 | Sylvia Kuba             |
| 2007–2008 | Ilia Dib                |
| 2008–2009 | Maria Maltschnig        |
| 2009–2010 | Sophie-Marie Wollner    |
| 2010–2011 | Stefanie Grubich        |
| 2011–2012 | Mirijam Müller          |
| 2012–2014 | Jessica Müller          |
| 2014–2015 | Rasha Abd El Mawgoud    |
| 2015–2017 | Katrin Walch            |
| 2017–2019 | Katharina Embacher      |
| 2019–2020 | Marlene Spitzy          |
| 2020–2022 | Dora Jandl              |
| 2022–2024 | Hannah Czernohorszky    |
| Seit 2024 | Miriam Amann            |

Nach 1945 war der wiedergegründete VSStÖ an der Gründung der Österreichischen Hochschülerschaft (ÖH) beteiligt. Der VSStÖ kämpfte – relativ erfolglos – gegen die Rückkehr von (ehemaligen) Nazis an die Hochschulen und die Verbreitung von nazistischem Gedankengut in Lehrveranstaltungen an. Mitte der sechziger Jahre schrieb zum Beispiel das damalige VSStÖ-Mitglied und spätere Finanzminister Ferdinand Lacina die antisemitischen Äußerungen des Wiener Wirtschaftsprofessors Taras Borodajkewycz in einer Vorlesung mit. Nach politischen Turbulenzen und heftigen Protesten, die vor allem auf Wirken des späteren Bundespräsidenten Heinz Fischer ins Rollen kamen, wurde 1965 bei einer Demonstration der ehemalige KZ-Häftling und Widerstandskämpfer Ernst Kirchweger von einem Burschenschafter erschlagen. Im Zuge der Auseinandersetzungen um die Geschehnisse musste Borodajkewycz sein Amt aufgeben.
Der Verband erreichte Anfang der 1980er Jahre im Zusammenhang mit den Universitätsreformen unter Bruno Kreisky und Wissenschaftsministerin Firnberg hohe Wahlergebnisse. Danach begann eine Serie von Wahlniederlagen bei den alle zwei Jahre stattfindenden ÖH-Wahlen, die bis Mitte der 1990er Jahre andauerte und parallel zu den Niederlagen der SPÖ verlief. 1995 konnte der VSStÖ zusammen mit anderen linken und liberalen Gruppen erstmals die konservative Mehrheit an der ÖH-Spitze brechen und die erste Vorsitzende in der Geschichte der ÖH stellen. Nach den ÖH-Wahlen 2001 wurde abermals zusammen mit den Grünen & Alternativen Student_Innen (GRAS) eine rot-grüne Koalition in der ÖH-Bundesvertretung gebildet, die 2003 und 2005 von den Studierenden wiedergewählt wurde, 2005 wurde der VSStÖ sogar erstmals mandatsstärkste Studentenvertretung. Bei der Wahl 2007 büßte der VSStÖ 4 Mandate ein und verlor damit zwar seine Mandatsführerschaft, stellte aber gemeinsam mit der GRAS und den Fachschaftslisten Österreichs erneut die Exekutive. Nach weiteren Verlusten konnte 2011 wieder dazugewonnen werden. Im Jahr 2014 ist es zu einer umfangreichen Novelle des Hochschülerinnen- und Hochschülerschaftsgesetzes gekommen. Nach der Wiedereinführung der Direktwahl verlor der VSStÖ zunächst, konnte aber bei den ÖH Wahlen 2017 wieder 4 Mandate dazu gewinnen und erneut die ÖH-Vorsitzende stellen.
Auch bei den ÖH-Wahlen 2019 erzielte der VSStÖ einen Zugewinn von einem Mandat, wurde aber von der GRAS knapp überholt. Es bildete sich erneut eine Zusammenarbeit zwischen GRAS, VSStÖ und FLÖ, die nach einem Jahr im September 2020 zerbrach. Daraufhin übernahm eine AG-Mandatarin den ÖH-Vorsitz und die ÖH Bundesvertretung arbeitete mit wechselnden Mehrheiten. Bei den ÖH-Wahlen 2021 erzielte der VSStÖ mit Spitzenkandidatin Sara Velic den ersten Platz. Zwei Jahre später wurde bei den ÖH-Wahlen 2023 das Ergebnis erneut übertroffen. Mit 26,52 % und 15 von 55 Mandaten konnte mit Spitzenkandidatin Nina Mathies das historisch beste Ergebnis des VSStÖ eingeholt werden. Seither führt Mathies eine Koalition aus VSStÖ, GRAS und KSV LiLi an der Österreichischen Hochschüler_innenschaft an.

## Politische Position
Das politische Engagement erfolgt hauptsächlich im sozialpolitischen Bereich: hier sind die Hauptforderungen die Abschaffung bestehender Studiengebühren und eine bessere Studienförderung, hin zu einer echten sozialen Absicherung von Studierenden. Weitere Schwerpunkte sind die Frauenpolitik und die Gleichberechtigung ausländischer Studierender. Innerhalb der Sozialdemokratischen Partei Österreichs (SPÖ) tritt der VSStÖ für eine „linkere“ Politik ein. Der VSStÖ ist Mitglied der International Union of Socialist Youth (IUSY) und der Young European Socialists (YES).
Bei der SPÖ-Mitgliederbefragung 2023 sprach sich der VSStÖ offen für Andreas Babler als SPÖ-Chef aus.

## Wahlergebnisse
Der VSStÖ kandidiert bei den ÖH-Wahlen. Die nachfolgende Tabelle zeigt die erreichten Prozente bei den vergangenen Wahlen.
| 1989 | 20,0 %                                                                 |
| 1991 | 15,5 %                                                                 |
| 1993 | 13,8 %                                                                 |
| 1995 | 10,4 %                                                                 |
| 1997 | 12,4 %                                                                 |
| 1999 | 15,1 %                                                                 |
| 2001 | 21,5 %                                                                 |
| 2003 | 20,4 %                                                                 |
| 2005 | 23 % (16 Mandate in der Bundesvertretung)                              |
| 2007 | 16,95 % (11 Mandate in der Bundesvertretung)                           |
| 2009 | 14,28 % (8 Mandate in der Bundesvertretung)                            |
| 2011 | 17,48 % (12 Mandate in der Bundesvertretung)                           |
| 2013 | 17,04 % (12 Mandate in der Bundesvertretung)                           |
| 2015 | 14,95 % (8 Mandate in der nur mehr 55 Mandate großen Bundesvertretung) |
| 2017 | 20,54 % (12 von 55 Mandaten)                                           |
| 2019 | 22,44 % (13 von 55 Mandaten)                                           |
| 2021 | 24,55 % (14 von 55 Mandaten)                                           |
| 2023 | 26, 52 % (15 von 55 Mandaten)                                          |
| 2025 | 30, 16 % (18 von 55 Mandaten)                                          |

## Exekutiven der ÖH-Bundesvertretung mit VSStÖ-Beteiligung
- 1995–1997 Koalition von VSStÖ, GRAS, LSF, FLÖ und KSV
- 2001–2003 Koalition von GRAS und VSStÖ (bis 2002 inkl. KSV)
- 2003–2005 Koalition von GRAS und VSStÖ
- 2005–2007 Koalition von VSStÖ und GRAS
- 2007–2008 Koalition von GRAS, FLÖ und VSStÖ (im Juni 2008 vorzeitig beendet)
- 2009–2011 Koalition von GRAS, FEST und VSStÖ
- 2011–2017 Koalition von GRAS, FLÖ, VSStÖ und FEST
- 2017–2020 Koalition von VSStÖ, GRAS und FLÖ[25]
- 2021–2023 Koalition von VSStÖ, GRAS und FLÖ
- ab 2023 Koalition von VSStÖ, GRAS und KSV-Lili